# Jerica Snoj
Jerica Snoj (r. Kavčič), jezikoslovka, leksikologinja in leksikografinja.
Po končani gimnaziji v Novi Gorici je na Filozofski fakulteti v Ljubljani študirala muzikologijo in slovenski jezik s književnostjo in aprila 1979 študij zaključila z A-diplomo iz obeh študijskih smeri. Novembra 1979 je bila sprejeta v Leksikološko sekcijo na Inštitutu za slovenski jezik, kjer je bilo njeno službeno delovno področje praktična leksikografija sodobnega slovenskega jezika in kjer se je 2018 tudi upokojila. Sodelovala je pri vseh temeljnih slovarskih projektih za sodobni slovenski jezik, dokončanih do 2018 (Slovar slovenskega knjižnega jezika (1991; sourednica pri 4. in 5. knjigi), Slovenski pravopis (2001; sourednica Slovarja Slovenskega pravopisa), Sinonimni slovar slovenskega jezika (knjižna objava 2016; spletna objava 2018; glavna urednica in soavtorica)).
Poleg službene obveznosti pri leksikografskih projektih se je raziskovalno posvečala leksikologiji, zlasti leksikalnemu pomenoslovju. S tega področja je na Filozofski fakulteti Univerze v Ljubljani magistrirala (2003) in doktorirala (2009) ter bila izvoljena v naziv docentka za slovenski jezik (2011, Filozofska fakulteta Univerze v Ljubljani). S področja leksikalnega pomenoslovja sta njeni monografiji Tipologija slovarske večpomenskosti slovenskih samostalnikov(2004) in Metafora v leksikalnem sistemu(2010). Tretja monografija, Leksikalna sinonimija v Sinonimnem slovarju slovenskega jezika (2019), vključuje znotraj prikaza pojmovnega ozadja in leksikografskega značaja prvega sinonimnega slovarja slovenskega jezika obe glavni področji njenega delovanja, leksikalno pomenoslovje in praktično slovaropisje.
Z znanstvenimi in strokovnimi prispevki je sodelovala na jezikoslovnih simpozijih Obdobja in še nekaterih znanstvenih konferencah.  Znanstvene in strokovne razprave je objavljala v različnih revijah: Slavistična revija, Slovenski jezik, Jezik in slovstvo, Jezikoslovni zapiski, Slovenščina 2.0.  Kot glavna urednica Sinonimnega slovarja slovenskega jezika je na predstavitvah popularizirala védenje o vlogi sinonimije v jezikovni dejavnosti in o uporabnosti tega slovarja kot novega temeljnega priročnika za slovenski jezik.
Živi v Črnučah (Ljubljana) z možem Jurijem Snojem (muzikolog). Pogosto obiskuje rodno Primorsko.